# Rock in a Hard Place
| 전문가 평가                      | 전문가 평가 |
| 평가 점수                        | 평가 점수   |
| 출처                             | 점수        |
| -------------------------------- | ----------- |
| AllMusic                         | [ 1 ]       |
| Classic Rock                     | [ 2 ]       |
| Collector's Guide to Heavy Metal | 8/10        |
| The Philadelphia Inquirer        | [ 4 ]       |
| The Rolling Stone Album Guide    | [ 5 ]       |
| Sounds                           | [ 6 ]       |

《Rock in a Hard Place》는 1982년 8월 27일, 컬럼비아 레코드를 통해 발매된 미국의 하드 록 밴드 에어로스미스의 일곱 번째 스튜디오 음반이다. 1989년 11월 10일, 골드로 인증되었다. 1979년 밴드에서 탈퇴한 이후 리드 기타리스트 조 페리가 참여하지 않은 유일한 에어로스미스 음반이다. 리듬 기타리스트 브래드 휫퍼드도 1981년 녹음 도중 떠났다. 이 밴드는 이 음반의 녹화에 150만 달러를 썼는데, 이 음반은 그들이 프로듀서 잭 더글러스와 재회하는 것을 보았다. 에어로스미스의 공식 홈페이지에는 1982년 8월 1일로 《Rock in a Hard Place》의 발매일이 나와 있지만, 이 음반은 원래 1982년 8월 20일에 발매될 예정이었다. 그 후 1982년 8월 27일까지 1주일 연기되었다.

## 배경
앞서 에어로스미스는 6장의 스튜디오 음반을 냈지만 여러 가지 문제가 발생했다. 조 페리는 1979년 오하이오주 클리블랜드의 월드 시리즈 오브 록에서 발생한 사건 이후 밴드를 떠났고 지미 크레스포로 교체되었다. 한편 스티븐 타일러의 약물 남용은 증가했다. 싱글 〈Lightning Strikes〉를 녹음한 후 기타리스트 브래드 휫퍼드도 1981년 에어로스미스를 떠났으며, 음반 녹음이 끝나자 릭 듀페이로 대체되었다.

## 곡 목록
| #  | 제목                    | 작사·작곡                     | 재생 시간 |
| -- | ----------------------- | ----------------------------- | --------- |
| 1. | 〈Jailbait〉            | 스티븐 타일러, 지미 크레스포  | 4:38      |
| 2. | 〈Lightning Strikes〉   | 타일러, 크레스포, 리처드 수파 | 4:26      |
| 3. | 〈Bitch's Brew〉        | 타일러, 크레스포              | 4:14      |
| 4. | 〈Bolivian Ragamuffin〉 | 타일러, 크레스포              | 3:32      |
| 5. | 〈Cry Me a River〉      | 아서 해밀턴                   | 4:06      |

| #  | 제목                                    | 작사·작곡                     | 재생 시간 |
| -- | --------------------------------------- | ----------------------------- | --------- |
| 1. | 〈Prelude to Joanie〉                   | 타일러                        | 1:21      |
| 2. | 〈Joanie's Butterfly〉                  | 타일러, 크레스포, 잭 더글러스 | 5:35      |
| 3. | 〈Rock in a Hard Place (Cheshire Cat)〉 | 타일러, 크레스포, 더글러스    | 4:46      |
| 4. | 〈Jig Is Up〉                           | 타일러, 크레스포              | 3:10      |
| 5. | 〈Push Comes to Shove〉                 | 타일러                        | 4:28      |

## 인증
| 국가                       | 인증 | 판매량/출하량 |
| -------------------------- | ---- | ------------- |
| 미국 (RIAA)                | 골드 | 500,000^      |
| ^출하량을 기반으로 한 인증 |      |               |